# Nipus niger
Nipus niger är en skalbaggsart som beskrevs av Thomas Casey 1899. Nipus niger ingår i släktet Nipus och familjen nyckelpigor. Inga underarter finns listade i Catalogue of Life.